# Дире Дава
Дире Дава (амх. ድሬ ዳዋ Dəre Dawa) је, после Адис Абебе, други највећи град Етиопије. Налази се на североистоку земље на железничкој прузи која из Адис Абебе иде ка граду Џибутију. Политички, град има статус аутономног града.
Дире Дава се налази на реци Дешату и окружена је литицама. Поплаве су честе од јуна до септембра. Град је индустријски центар са неколико пијаца и међународним аеродромом. Универзитет Харамаја је удаљен 40 километара од града.

## Историја
Дире Дава је основана 1902. Разлог за настанак града је пруга Адис Абеба-Џибути која је пролазила кроз ову област. Ускоро је направљен пут до древног града Харар који се налази на већој надморској висини.
Дире Дава је 1998. издвојена из региона Оромија и постала је аутономан град.

## Становништво
По попису из 2007. Дире Дава је имала 341.834 становника. Заступљене етничке групе су: Оромо (45,9%), Сомалијци (24,3), Амхара (20,17%), Гураге (4,55%), Тигриња (1,23%), и Харари (1,09%).
Језици: оромифа (47,95%), амхарски (26,46%), сомалски (19,7%) итд.
Религије: муслимани 70,8%, православци 25,71%, протестанти 2,81%, католици 0,43%.